# Genderová slepota
Genderová slepota vyjadřuje praxi neuvědomování si či přehlížení sociálních rolí a povinností, které jsou připisovány ženám/dívkám a mužům/chlapcům v konkrétním kulturním, ekonomickém nebo politickém prostředí a kontextu, a to včetně historických rozdílů. Genderová slepota v podstatě udržuje status quo, a nemění tak strukturu genderových vztahů.
Jako synonymum genderové slepoty bývá také používán termín unisex.[zdroj?]
Gender mainstreaming je provázán s genderovou slepotou.[zdroj?]

## Genderová neutralita x genderová slepota
Genderová neutralita využívá pozitiva genderové slepoty spíše než její negativa. Zatímco genderová slepota podporuje přehlížení genderu v sociálních interakcích, tak genderová neutralita se soustředí na instituce a v nich vyzývá ke změnám ve struktuře, aby se role již nerozlišovaly podle pohlaví.

## Pozitiva genderové slepoty
Mezi pozitivní dopady patří zvyšování sebevědomí a odhodlanosti žen na pracovištích, kde převážně dominují muži, jako jsou velké obchodní společnosti a manažerské pozice - ženy se kvůli bagatelizaci rozdílů mohou cítit více odhodlané vyjednávat a sebejistěji ve své pozici. Bagatelizování rozdílů naopak nemělo žádný vliv na sebevědomí mužů, kteří většinou pociťují vyšší míru sebevědomí než ženy, nebo ho do určité míry snižovalo. Využití genderové slepoty by v tomto případě mohlo vést ke snižování rozdílů na pracovištích a tedy k větší rovnosti ve vztazích.
Pozitivní dopady genderové slepoty můžeme pozorovat zejména v oblastech vědy, technologií a matematiky.

## Negativa genderové slepoty
Některé výzkumy ukazují, že genderově neutrální politika na některých pracovištích může vést k udržování sexistických názorů, a tím pádem nedochází k žádným posunům vůči rovnosti. Jedním z dalších problémů genderové slepoty je přehlížení rozdílů v historii, kdy tato praxe v podstatě ignoruje diskriminaci a utlačování genderových skupin nebo menšin. V návaznosti na historii jsou pak tyto přetrvávající problémy přehlíženy i dnes, a brání tak diskuzi a dalším praktickým krokům k nastolení rovnosti mezi muži a ženami. Genderová slepota také může vést až k popírání vlastního genderu, který je ale důležitou součástí jedincovy identity. Lepším řešením může být využití genderové neutrality namísto genderové slepoty, ta se vyznačuje tím, že využívá pozitiva genderové slepoty, ale zároveň se snaží minimalizovat její negativa, což může vést k odstranění dlouhodobě přetrvávajících předsudků a předpojatosti ohledně genderu.

## Konkrétní dopady na ženy
V pěti studiích se autorky Katherine W. Phillips a Ashley E. Martin z Columbia Business School, zabývaly dopady bagatelizace a praktikování genderové slepoty na sebevědomí žen. V této studii se ukázalo, že ženy věří tomu, že zaměření na genderové rozdíly a jejich zdůrazňování podkopává jejich sebevědomí na pracovištích.
Bagatelizace rozdílů tak přispívá ke zvyšování sebevědomí žen na pracovišti a ke snižování rozdílů mezi gendery - dopady zvýšení sebevědomí se pak konkrétně projevují především v oblastech vyjednávání (např. o platu), nezávislosti a sebepropagaci žen - což jsou všechno předpoklady, které vedou k úspěchům v manažerských a korporátních prostředí, často se tak však děje pouze v určitých rámcích a kontextech.
Přetrvávajícím problémem je pak odkaz historické dělby práce, který udržuje stereotypní představy a schopnostech ženách a mužů, i když už toto rozdělení není nutné pro fungování naší společnosti. Přičemž mužské (maskulinní) chování bývá spojováno s agentickými úkoly (lov) a ženské (femininní) s komunitními (výchova dětí), s úkoly se pak pojí i konkrétní očekávané vlastnosti. Agentické úkoly a vlastnosti, které jsou připisovány mužům, se shodují s představami o vedoucích pracovnících, což vytváří očekávání, že muži budou tyto pozice schopni zastávat lépe než ženy. Proto v prostředích, kde dominují muži, může být genderová slepota vhodnou praxí ke snižování rozdílů.

## Výhody genderové slepoty v oborech STEM
Vzhledem k nedostatečnému zastoupení žen v oborech STEM (věda, technologie, inženýrství, matematika) se zvýšil zájem o jejich intervence, které mají za účel snížit vůči nim předsudky a zvýšit jejich začlenění právě do zmíněných oblastí vědy. Genderová slepota (prosazující spíše bagatelizaci genderových rozdílů než jejich přijímání) má předpoklad snižovat stereotypy vůči ženám v oborech STEM. Genderová slepota u mužů, vede k menšímu stereotypizování žen v oborech STEM. Příkladem takových stereotypů může být následující studie.

## Předpojatost vůči ženám na akademickém poli přírodních věd
Univerzitním vyučujícím přírodovědných oborů byly dány k zhodnocení materiály jednotlivých studujících, které měly rozhodnout o tom, kdo získá místo vedoucího laboratoře. Studujícím bylo přiřazeno náhodně mužské nebo ženské jméno, avšak jejich výsledky byly stejné. Vyučující hodnotili uchazeče mužského pohlaví jako výrazně kompetentnějšího a vhodnějšího k přijetí než uchazečku ženského pohlaví. Také nástupní plat byl nabídnut vyšší mužským účastníkům spolu s vyšší nabídkou kariérního poradenství.